# GSB (Global Solutions for Business)
GSB – Global Solutions for Business es una empresa argentina de tecnología fundada en 2007 por ingenieros con más de veinte años de experiencia. Tiene su sede principal en Buenos Aires y una oficina en Barcelona. Desde su creación, ha desarrollado más de 300 proyectos y cuenta con más de 150 clientes.

## Historia
GSB fue fundada en 2007 en Buenos Aires por profesionales del sector tecnológico con amplia trayectoria en el desarrollo de software y servicios de TI.

## Áreas de especialización
Las principales actividades de la compañía incluyen:
- Automatización e inteligencia artificial: RPA, asistentes virtuales multilingües basados en modelos de lenguaje, analítica predictiva, visión por computadora, Edge AI y gestión de datos.
- Desarrollo de software: aplicaciones web y móviles, integración con ERP/CRM, pruebas de calidad y mantenimiento.
- Sistemas embebidos: hardware, firmware, IoT, diseño de FPGAs y comunicaciones en tiempo real.
- Comercio electrónico: integración con plataformas como Magento y PrestaShop, automatización de marketing y ventas.
- Outsourcing y staff augmentation: provisión de personal de TI, headhunting y capacitación.

## Casos de éxito
- En logística, un asistente virtual desarrollado por GSB respondió el 80 % de las consultas recurrentes en un plazo de tres meses.[4]
- En una empresa manufacturera, una solución basada en RPA redujo en un 70 % el tiempo de procesamiento de órdenes de compra.[5]

## Participación en eventos
La empresa participó en **Outsource2LAC 2024**, un foro internacional organizado por ConnectAmericas y el Banco Interamericano de Desarrollo (BID) en Buenos Aires, orientado a promover servicios basados en conocimiento en América Latina y el Caribe.

## Datos adicionales
Según ContactOut, GSB tiene sede en la Avenida Córdoba 6087, Piso 6°, Ciudad de Buenos Aires, y ha completado más de 200 proyectos junto a más de 50 clientes hasta la fecha de acceso.